# Ou Est Le Swimming Pool
Ou Est Le Swimming Pool was een Londense synthpopgroep.
De band werd in 2009 opgericht door Charles Haddon, Joe Hutchinson en Caan Capan in Camden. Hetzelfde jaar brak de groep door met de single Dance the Way I Feel. Het nummer scoorde in de UK Indie Chart en de Australische ARIA Charts. Dat jaar toerde de groep ook mee als supportact op de La Roux UK Tour en waren er optredens op onder meer Bestival en Glastonbury Festival. In 2010 verschenen twee singles, These New Knights en Jackson's Last Stand. Niet lang daarna volgde er een eerste album. De oorspronkelijke titel van het album luidde Christ died for our synths maar werd later veranderd in The Golden Year. Het album verscheen op 3 oktober 2010.. Een week later werd The Key als single uitgebracht.

## Einde
Op 20 augustus 2010 maakte de 22-jarige zanger Charles Haddon een eind aan zijn leven op de artiestenparkeerplaats van het Pukkelpop-festival in Kiewit. Een vijftal uur eerder was het optreden van hun band met een eerder vreemd voorval geëindigd. Na het laatste nummer, wanneer het publiek reeds weg stapte van het podium, komt Charles Haddon uit de coulissen gelopen en springt met de voeten vooruit in het publiek. Een meisje uit het publiek raakte hierbij zwaargewond aan de rug. Ze wordt afgevoerd met de ziekenwagen met wat later meerdere wervelfracturen zullen blijken. Charles Haddon zou zwaar aangeslagen geweest zijn van het voorval en schrik hebben gehad dat het meisje mogelijks verlamd zou raken. Hij vroeg het telefoonnummer van de vriend van het meisje om op de hoogte gehouden te worden.
Hij zou echter al langer problemen gehad hebben met depressies. Het voorval zou dan ook niet zo zeer de aanleiding geweest zijn maar eerder de laatste druppel.
De beelden van hun optreden op Pukkelpop werden gebruikt als videoclip voor de single The Key wat gezien kan worden als een eerbetoon aan Haddon. The Key was dan ook het laatste nummer van de groep.

## Hitnotering
| Single met hitnotering(en) in de Vlaamse Ultratop 50 | Datum van verschijnen | Datum van binnenkomst | Hoogste positie | Aantal weken | Opmerkingen |
| ---------------------------------------------------- | --------------------- | --------------------- | --------------- | ------------ | ----------- |
| Dance the Way I Feel                                 | 08-03-2010            | 23-01-2010            | 20              | 4            |             |